# Ipeľský Sokolec
Ipeľský Sokolec es un municipio del distrito de Levice en la región de Nitra, Eslovaquia, con una población estimada a final del año 2024 de 817 habitantes.
Se encuentra ubicado al este de la región, cerca de los ríos Ipoly y Hron (ambos afluentes izquierdos del Danubio) y de la frontera con la región de Banská Bystrica.

## Demografía
| Año        | 1994 | 2004    | 2014    | 2024    |
| ---------- | ---- | ------- | ------- | ------- |
| Población  | 916  | 864     | 852     | 817     |
| Diferencia |      | −5,67 % | −1,38 % | −4,10 % |

| Año        | 2023 | 2024    |
| ---------- | ---- | ------- |
| Población  | 816  | 817     |
| Diferencia |      | +0,12 % |